# Delta (cohete)

Familia de cohetes Delta.

La familia de cohetes Delta (construidos por la empresa Boeing) fue una familia de cohetes versatiles que tuvo más de sesenta años de trayectoria.  Al inicio del programa de transbordadores, la NASA propuso deshacerse de toda nave no reutilizable, pero después del accidente del Challenger todos los proyectos fueron reanudados. En 1989 se lanzó el nuevo modelo de cohetes Delta, el Delta II, diseñado para lanzar los satélites que conformarían el sistema GPS. Estados Unidos requería lanzadores más grandes para sus satélites espía, así que en 1998 se creó el Delta III y en 2001 el Delta IV. El último Delta IV Heavy despegó en 2024 y concluyó los vehículos de lanzamiento Delta.

## Delta origen

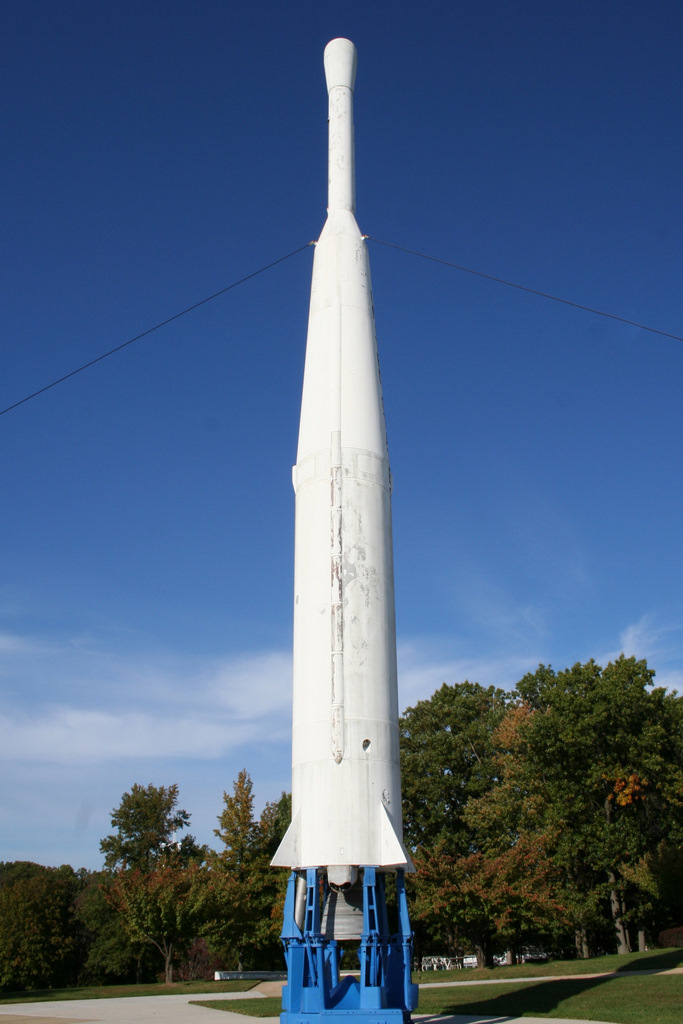
Cohete Delta en exhibición en el Centro de vuelo espacial Goddard en Maryland

Los cohetes Delta originales usaron una versión modificada del Thor PGM-17, el primer misil balístico desplegado por la Fuerza Aérea de los Estados Unidos, como su primera etapa. El Thor se diseñó a mediados de la década de 1950 para llegar a Moscú desde bases en Gran Bretaña u otras naciones aliadas similares, y el primer lanzamiento totalmente exitoso de Thor ocurrió en septiembre de 1957. Pronto siguieron vuelos satelitales y de sonda espacial, usando una primera etapa de Thor con varias etapas superiores diferentes. El cuarto nivel superior usado en el Thor era el Thor "Delta", delta es la cuarta letra del alfabeto griego. Finalmente, todo el vehículo de lanzamiento Thor-Delta se llamó simplemente "Delta".
El nombre Delta se deriva de su posición como la cuarta versión o versión D de la combinación de cohetes basada en Thor. El vehículo ha sido conocido como Thor-Delta y simplemente Delta.
La NASA pretendía que Delta fuera "un vehículo interino de propósito general" para ser "utilizado para satélites de comunicaciones, meteorológicos y científicos y sondas lunares durante '60 y '61". El plan era reemplazar a Delta con otros diseños de cohetes cuando entraron en línea. A partir de este punto, la familia de vehículos de lanzamiento se dividió en variantes civiles voladas desde Cabo Cañaveral que llevaba el nombre Delta y variantes militares voladas desde la Base de la Fuerza Aérea de Vandenberg, que utilizaba el nombre más belicoso de Thor. El diseño de Delta enfatizaba la confiabilidad más que el rendimiento al reemplazar componentes que habían causado problemas en vuelos anteriores de Thor; en particular, el paquete de guía inercial propenso a problemas fabricado por AC Spark Plug fue reemplazado por un sistema de guía de tierra de radio, que se montó en la segunda etapa en lugar de la primera. La NASA hizo el contrato original de Delta con la Douglas Aircraft Company en abril de 1959 para 12 vehículos de este diseño:
- Etapa 1: IRBM Thor modificado con un motor Block I MB-3 que produce 680 kN de empuje. (Turbopump LOX/RP1, motor montado en cardán, dos verniers para control de balanceo)
- Etapa 2: Capaz modificada. Motor Aerojet AJ-10-118 alimentado a presión con UDMH/ácido nítrico que produce 34 kN. Este motor confiable cuesta $4 millones para construir y todavía está volando en forma modificada en la actualidad. Sistema de control de la actitud del jet de gas.
- Etapa 3: Altair. Un estabilizador de giro (a través de un plato giratorio en la parte superior del Able) a 100 rpm por dos motores de cohetes sólidos antes de la separación. Un motor de cohete sólido ABL X-248 provisto de empuje durante 28 segundos. La etapa pesaba 226,79 kg y se construyó en gran medida con fibra de vidrio enrollada.

Estos vehículos podrían colocar 294,83 kg en un LEO (240 a 370 km) o 45,4 kg en GTO. Once de los doce vuelos iniciales de Delta tuvieron éxito y hasta 1968, no hubo fallas en los primeros dos minutos de lanzamiento. El alto grado de éxito logrado por Delta contrastó con el interminable desfile de fracasos que persiguió a West Coast Thor. El costo total de desarrollo y lanzamiento del proyecto fue de $43 millones, $3 millones por encima del presupuesto. Se realizó un pedido de 14 vehículos más antes de 1962.

### Vuelos de Thor-Delta
| N.º | Fecha                    | Carga útil  | Sitio        | Salida  | Observaciones |
| --- | ------------------------ | ----------- | ------------ | ------- | --- |
| 1   | 13 de mayo de 1960       | Echo 1      | CCAFS LC 17A | fracaso | Lanzamiento a las 9:16 p. m. GMT. Buena primera etapa. Falla del sistema de control de actitud en la segunda etapa. Vehículo destruido |
| 2   | 12 de agosto de 1960     | Echo 1A     |              | éxito   | Carga útil colocada en 1665,67 km, órbita de inclinación de 47 grados.                                                                 |
| 3   | 23 de noviembre de 1960  | TIROS-2     |              | éxito   | |
| 4   | 25 de marzo de 1961      | Explorer-10 |              | éxito   | 35,4 kg colocada en una órbita elíptica de 222.089,472 km.                                                                             |
| 5   | 12 de julio de 1961      | TIROS-3     |              | éxito   | |
| 6   | 16 de agosto de 1961     | Explorer-12 |              | éxito   | Enérgicos exploradores de partículas. EPE-A. Órbita altamente elíptica                                                                 |
| 7   | 8 de febrero de 1962     | TIROS-4     |              | éxito   | |
| 8   | 7 de marzo de 1962       | OSO-1       |              | éxito   | Orbiting Solar Observatory 555,2 km, 33 grados de órbita.                                                                              |
| 9   | 26 de abril de 1962      | Ariel 1     |              | éxito   | Ariel 1 fue seriamente dañado por la prueba nuclear Starfish Prime.                                                                    |
| 10  | 19 de junio de 1962      | TIROS-5     |              | éxito   | |
| 11  | 10 de julio de 1962      | Telstar 1   |              | éxito   | También más tarde dañado por el evento nuclear de gran altitud Starfish Prime.                                                         |
| 12  | 18 de septiembre de 1962 | TIROS-6     |              | éxito   | |

## Evolución delta

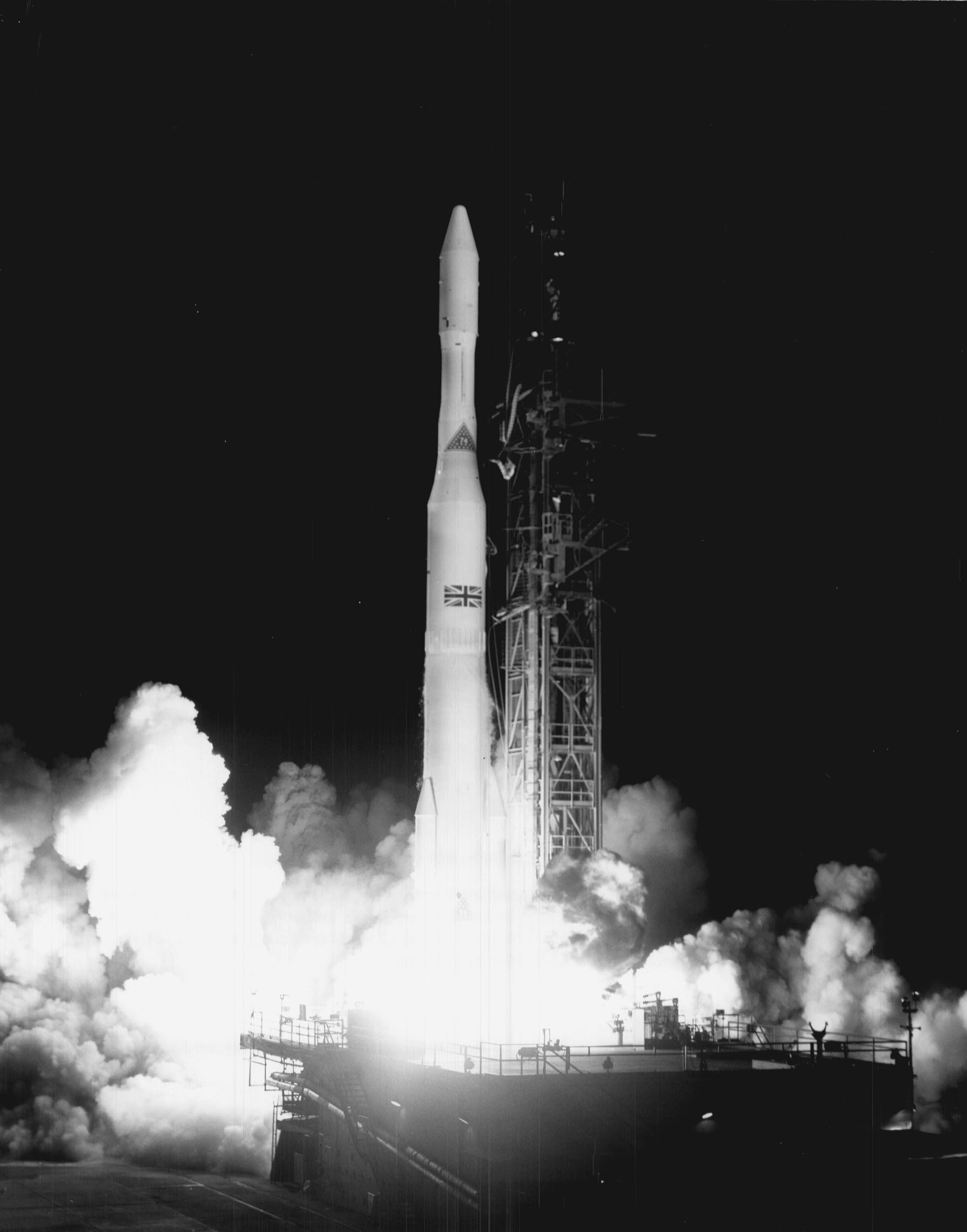
Lanzamiento del primer satélite Skynet por el cohete Delta (Delta M) en 1969 desde Cabo Cañaveral

### Delta A
- Motor MB-3 Block II, 760 kN vs. 680 kN

13. EPE2
14. EPE3

### Delta B
- Mejorado AJ10-118D etapa superior-3 pies tanque de estiramiento, mayor energía oxidante, sistema de guía de estado sólido
- El programa Delta va del estado "provisional" al estado "operacional".
- 90,7 kg a GTO

15. 13 de diciembre de 1962. Relé 1, segundo satélite de comunicaciones de la NASA, primer activo de la NASA.
16. 13 de febrero de 1963. plataforma 17b. Syncom 1; Cohete sólido Thiokol Star 13B como motor de patada de apogeo
20. 26 de julio de 1963. Syncom 2; órbita geosíncrona, pero inclinada 33 ° debido al rendimiento limitado del Delta

### Delta C
- Tercera etapa Altair reemplazada con Altair 2: su motor fue desarrollado como el ABL X-258 para el vehículo Scout; 3 pulgadas (76,2 mm) más largo, 10% más pesado, pero 65% más de empuje total

Muestra de la misión: OSO-4

### Delta D
- También conocido como Thrust Augmented Delta
- Un Delta C con el núcleo Thrust Augmented Augmented más tres boosters Castor 1

25. 19 de agosto de 1964: Syncom 3, el primer satélite de comunicaciones geoestacionario
30. 6 de abril de 1965: Intelsat I

### Delta E
- También conocido como Thrust Augmented Improved Delta
- 1965
- 45,4 kg más para GTO que Delta D
- Castor 2 vs. Castor 1 boosters; Mismo empuje, mayor duración
- Motor de núcleo MB-3 Block III, (8.9 kN) más empuje
- La segunda etapa de AJ10-118E se amplió de (0,8382 m) a (1,395984 m) de diámetro; Tiempo de doble quema
- Tanques de helio adicionales permiten reinicios casi ilimitados.
- Dos etapas disponibles: Altair 2 o FW-4D; esto último hizo que el Delta se conociera como Delta E1
- Nuevo carenado de carga útil de Agena

Primero Delta E. 6 de noviembre de 1965; Lanzado GEOS 1

### Delta F
- Este vehículo de lanzamiento no fue construido[4]

### Delta G
- Vehículo de dos etapas (Delta E sin tercera etapa).
- Solo se utilizó para 2 lanzamientos: Biosatellite 1 el 14 de diciembre de 1966 y Biosatellite 2 el 7 de septiembre de 1967.

### Delta J
- Se utilizó un motor Thiokol Star 37D más grande como tercera etapa.
- Solo un lanzamiento (Explorer 38) de esta configuración el 4 de julio de 1968.

### Delta K
- Este vehículo de lanzamiento no fue construido[4]

### Delta L
- Se introdujo la primera etapa del tanque largo extendido (2,4384 m) de diámetro en todo
- Utiliza el motor United Technologies FW-4D para la tercera etapa

### Delta M
- Configuración de tres etapas.
- Long Tank Thor (motor MB-3-3) aumentado con 3 impulsores Castor 2; Delta E segunda etapa
- Star 37D (Quemador 2) para la tercera etapa (motor de patada de apogeo)
- Hubo 12 lanzamientos exitosos de Delta M desde 1968 hasta 1971.[5]

### Delta N
- Configuración de dos etapas
- Long Tank Thor (motor MB-3-3) aumentado con 3 impulsores Castor 2; Delta E segunda etapa
- Hubo 6 lanzamientos exitosos de Delta N desde 1968 hasta 1972.[6]

### 'Super Six'
- Delta M o Delta N con tres reforzadores adicionales Castor 2 (configuración máxima), estos fueron designados como M6 o N6. 1 lanzamiento de la configuración M6 - Explorer 43 (IMP-H, investigación magnetosférica) el 13 de marzo de 1971.[7]
- 3 lanzamientos de la configuración N6, una falla (1970-1971).[8]
- 453,6 kg a GTO

## Lanzamiento de confiabilidad
De 1969 a 1978 (inclusive), Thor-Delta fue el lanzador más utilizado de la NASA, con 84 intentos de lanzamiento. (Scout fue el segundo vehículo más usado con 32 lanzamientos). La NASA lo usó para lanzar sus propios satélites y también para lanzar satélites para otras agencias gubernamentales y gobiernos extranjeros sobre la base de un costo reembolsable.
Sesenta y tres de los satélites que la NASA intentó lanzar fueron provistos por otras partes. De los 84 intentos hubo siete fallas o fallas parciales (91.6% de éxito).

## Sistema de numeración Delta
En 1972, McDonnell Douglas introdujo un sistema de numeración de cuatro dígitos para reemplazar el sistema de nomenclatura de letras. El nuevo sistema podría acomodar mejor los diversos cambios y mejoras a los cohetes Delta (y evitar el problema de un alfabeto que se agota rápidamente).
Especificó (1) el tanque y el tipo de motor principal, (2) el número de impulsores de cohetes sólidos, (3) la segunda etapa (las letras se refieren al motor, no el sistema de cartas anterior) y (4) la tercera etapa.
| Número | Primer dígito (Primera etapa / refuerzos)                            | Segundo dígito (Número de refuerzos)          | Tercer dígito (Segunda etapa)                                                                                     | Cuarto dígito (Tercera etapa) | Carta (Configuración pesada)                 |
| ------ | -------------------------------------------------------------------- | --------------------------------------------- | --- | ----------------------------- | -------------------------------------------- |
| 0      | Tanque largo Thor Motor MB-3 Castor 2 SRBs                           | No SRBs                                       | Delta F*, con motores Aerojet AJ-10-118F. *Referencias del motor Aerojet AJ-10-118 mejorado                       | No hay tercera etapa          | N/A                                          |
| 1      | Extended Long Tank Thor Motor MB-3 Castor 2 SRBs                     | N/A                                           | Delta P*, Douglas construido con motores TRW TR-201. *Excepción: motor AJ-10-118F para el lanzamiento de Anik-A1. | N/A                           | N/A                                          |
| 2      | Extended Long Tank Thor Motor RS-27 Castor 2 SRBs                    | 2 SRBs (or LRBs in the case of the Delta IVH) | Delta K*, con motores AJ-10-118K. *Referencias del motor Aerojet AJ-10-118 mejorado                               | FW-4D (desbordado)            | N/A                                          |
| 3      | Extended Long Tank Thor Motor RS-27 Castor 4 SRBs                    | 3 SRBs                                        | Etapa criogénica superior Delta III, motor RL-10B-2                                                               | Star 37D                      | N/A                                          |
| 4      | Extended Long Tank Thor Motor MB-3 Castor 4A SRBs                    | 4 SRBs                                        | Etapa criogénica Delta IV de 4 m de diámetro, motor RL-10B-2                                                      | Star 37E                      | N/A                                          |
| 5      | Extended Long Tank Thor Motor RS-27 Castor 4A SRBs                   | N/A                                           | Etapa criogénica Delta IV de 5 m de diámetro, motor RL-10B-2                                                      | Star 48B/PAM-D                | N/A                                          |
| 6      | Tanque largo extra-extendido Thor Motor RS-27 Castor 4A SRBs         | 6 SRBs                                        | N/A | Star 37FM                     | N/A                                          |
| 7      | Tanque largo extra-extendido Thor Motor RS-27A GEM 40 SRBs           | N/A                                           | N/A | N/A                           | GEM 46 SRBs                                  |
| 8      | Tanque largo extra-extendido reforzado Thor Motor RS-27A GEM 46 SRBs | N/A                                           | N/A | N/A                           | N/A                                          |
| 9      | Núcleo de refuerzo común Delta IV (CBC) Motor RS-68                  | 9 SRBs                                        | N/A | N/A                           | 2 etapas adicionales paralelas CBC paralelas |

Este sistema de numeración debía haberse eliminado en favor de un nuevo sistema que se introdujo en 2005.  En la práctica, este sistema nunca se ha utilizado.
| Número | Primer dígito (Primera etapa / refuerzos)                            | Segundo dígito (Número de refuerzos)   | Tercer dígito (Segunda etapa)                                | Cuarto dígito (Tercera etapa) | Carta (Configuración pesada)                 |
| ------ | -------------------------------------------------------------------- | -------------------------------------- | ------------------------------------------------------------ | ----------------------------- | -------------------------------------------- |
| 0      | N/A                                                                  | No SRBs                                | N/A                                                          | No hay tercera etapa          | N/A                                          |
| 1      | N/A                                                                  | N/A                                    | N/A                                                          | N/A                           | N/A                                          |
| 2      | Tanque largo extra-extendido Thor Motor RS-27A GEM 40 SRBs           | 2 SRB (o LRB en el caso del Delta IVH) | Delta K, con motores AJ-10-118K                              | N/A                           | GEM 46 SRBs                                  |
| 3      | Tanque largo extra-extendido reforzado Thor Motor RS-27A GEM 46 SRBs | 3 SRBs                                 | N/A                                                          | N/A                           |                                              |
| 4      | Delta IV CBC RS-68 engine                                            | 4 SRBs                                 | Etapa criogénica Delta IV de 4 m de diámetro, motor RL-10B-2 | N/A                           | 2 etapas adicionales paralelas CBC paralelas |
| 5      | N/A                                                                  | N/A                                    | Etapa criogénica Delta IV de 5 m de diámetro, motor RL-10B-2 | Star 48B/PAM-D                | N/A                                          |
| 6      | N/A                                                                  | N/A                                    | N/A                                                          | Star 37FM                     | N/A                                          |
| 7      | N/A                                                                  | N/A                                    | N/A                                                          | N/A                           | N/A                                          |
| 8      | N/A                                                                  | N/A                                    | N/A                                                          | N/A                           | N/A                                          |
| 9      | N/A                                                                  | 9 SRBs                                 | N/A                                                          | N/A                           | N/A                                          |

## Familia de cohetes
- Delta I: el primero de la familia, creado en 1960 a partir de un misil balístico. Estuvo en servicio hasta 1989.
- Delta II: creado en 1989 para sustituir al vetusto Delta I, el Delta II fue un cohete de lo más fiable para la NASA. Existen diferentes versiones como el nuevo 7925 o el 7925-Heavy.
- Delta III: nacido en 1998, el enorme cohete ofrece el doble de capacidad de carga que su predecesor, pero fue un total fracaso tras no ejecutar ni un vuelo exitoso.
- Delta IV: vio la luz en el año 2001, este gigantesco cohete que sobrepasa los 70 m de altura pudo colocar 15 toneladas métricas (Tm) en órbita geoestacionaria. Fue retirado en el 2024 y dio fin a los vehículos Delta.